# Домашний чемпионат Великобритании 1890
Домашний чемпионат Великобритании 1890 — седьмой розыгрыш Домашнего чемпионата, футбольного турнира с участием сборных четырёх стран Великобритании (Англии, Шотландии, Уэльса и Ирландии) По итогам чемпионата во второй раз в истории соревнования победителями были объявлены две команды — сборная Англии и сборная Шотландии, набравшие одинаковое количество очков. Чемпионат был также примечателен двумя матчами сборной Англии против Уэльса и Ирландии, которые англичане провели одновременно 15 марта двумя разными составами.
Чемпионат начался домашней победой Уэльса над Ирландией со счётом 5:2. Следующей против этих сборных должна была сыграть сборная Англии, но крайне плотный график внутренних соревнований не оставлял подходящих дат для проведения матчей. В связи с этим Футбольная ассоциация Англии решила сыграть оба матча в один день, сформировав две различные команды. Команда профессиональных игроков из северных клубов страны играла против Ирландии, в то время как смешанная команда из профессионалов и любителей выступила против Уэльса. Обе команды добились уверенных побед с общим счётом 12:2, в результате чего Англия заняла первое место в таблице. Фаворит соревнования, сборная Шотландии, выступавшая после Англии, также одержала разгромные победы над валлийцами и ирландцами, догнав англичан по очкам. Таким образом, судьба титула должна была решиться в финальной игре чемпионата между Англией и Шотландией. Матч, в котором был установлен новый мировой рекорд посещаемости, проходил очень напряжённо и драматично, однако в итоге победы не удалось добиться ни той, ни другой команде. Зафиксированная в матче ничья 1:1 сделала чемпионами обе сборные.

## Таблица
| Поз | Команда       | И | В | Н | П | МЗ | МП | РМ  | О |
| --- | ------------- | - | - | - | - | -- | -- | --- | - |
| 1   | Англия (Ч)    | 3 | 2 | 1 | 0 | 13 | 3  | +10 | 5 |
| 1   | Шотландия (Ч) | 3 | 2 | 1 | 0 | 10 | 2  | +8  | 5 |
| 3   | Уэльс         | 3 | 1 | 0 | 2 | 6  | 10 | −4  | 2 |
| 4   | Ирландия      | 3 | 0 | 0 | 3 | 4  | 18 | −14 | 0 |

## Матчи
| 8 февраля 1890 | Уэльс                                               | 5:2     | Ирландия       | Шрусбери                                                          |
| | Оуэн 6′ · Уилкок 27′ · Льюис · Прайс-Джоунз 56′ 90′ | (отчёт) | Долтон 11′ 44′ | Стадион: «Олд Рейскорс» Зрителей: 3000 Судья: Джеймс Э. Маккиллоп |
| Уэльс: Сэм Гиллам, Боб Ли Робертс, Уильям Джонс, Питер Гриффитс, Эйбел Хейес, Хамфри Джонс, Дэвид Льюис, Уильям Прайс-Джоунз, Билли Оуэн, Дик Уилкок, Джек Боудлер Ирландия: Билли Гэлбрейт, Боб Кроун, Роберт Стюарт, Билли Кроун, Джек Ренолдз, Джек Рид, Уильям Долтон, Джордж Гэффикин, Сэм Джонстон, Сэм Торранс, Джек Пиден |                                                     |         |                |                                                                   |

| 15 марта 1890 | Уэльс     | 1:3     | Англия             | Рексем                                                           |
| | Льюис 40′ | (отчёт) | Карри 49′ · Линдли | Стадион: «Рейскорс Граунд» Зрителей: 5000 Судья: Джеймс Б. Уокер |
| Уэльс: Сэм Гиллам, Альфред Дейвис, Дай Джонс, Джо Дейвис, Хамфри Джонс, Уолтер Эванс, Джон Чаллен, Ричард Джонс, Джек Даути, Нед Хауэлл, Билли Льюис Англия: Билли Мун, Артур Мелмот Уолтерс, Перси Мелмот Уолтерс, Альберт Флетчер, Джонни Холт, Альф Шелтон, Билли Бассетт, Эдмунд Карри, Тинсли Линдли, Гарри Дафт, Гарри Вуд |           |         |                    |                                                                  |

| 15 марта 1890 | Ирландия    | 1:9     | Англия                                                                            | Белфаст                                                                    |
| | Ренолдз 70′ | (отчёт) | Гири 15′ 60′ 80′ · Таунли 16′ 84′ · Лофтхаус 40′ · Дэвенпорт 46′ 75′ · Бартон 88′ | Стадион: «Ольстер Крикет Граунд» Зрителей: 5000 Судья: Джеймс Э. Маккиллоп |
| Ирландия: Джон Клагстон, Роберт Стюарт, Боб Кроун, Джеймс Уильямсон, Сэмми Спенсер, Сэм Кук, Аллан Эллеман, Олферт Стэнфилд, Джеймс Уилтон, Боб Макилвенни, Джек Ренолдз Англия: Роберт Робертс, Дик Бо, Чарли Мейсон, Джон Бартон, Чарли Перри, Джимми Форрест, Джо Лофтхаус, Кенни Дэвенпорт, Фред Гири, Нэт Уолтон, Уильям Таунли |             |         |                                                                                   |                                                                            |

| 22 марта 1890 | Шотландия                        | 5:0     | Уэльс | Пейсли                                                      |
| | Уилсон 20′ · Пол 36′ 43′ 60′ 70′ | (отчёт) |       | Стадион: «Андервуд Парк» Зрителей: 7500 Судья: Уильям Финли |
| Шотландия: Джордж Гиллеспи, Эндрю Уайтло, Джон Марри, Мэтт Маккуин, Эндрю Браун, Хьюи Уилсон, Фрэнсис Уотт, Роберт Браун, Уильям Пол, Джеймс Данлоп, Дэниел Брюс Уэльс: Джеймс Трейнер, Уильям Джонс, Сэм Джонс, Питер Гриффитс, Хамфри Джонс, Роберт Робертс, Дэвид Льюис, Освальд Дейвис, Билли Оуэн, Ричард Джарретт, Уильям Тернер |                                  |         |       |                                                             |

| 29 марта 1890 | Ирландия  | 1:4     | Шотландия                                  | Белфаст                                                                 |
| | Пиден 25′ | (отчёт) | Рэнкин 10′ 80′ · Уайли 50′ · Макферсон 70′ | Стадион: «Ольстер Крикет Граунд» Зрителей: 5000 Судья: Уильям Г. Стейси |
| Ирландия: Джон Клагстон, Роберт Стюарт, Боб Кроун, Джек Рид, Сэмми Спенсер, Сэм Кук, Уильям Долтон, Джордж Гэффикин, Олферт Стэнфилд, Сэм Торранс, Джек Пиден Шотландия: Джон Маклауд, Ричард Хантер, Джеймс Рей, Джон Расселл, Айзек Бегби, Дэвид Митчелл, Том Уайли, Гилберт Рэнкин, Джон Макферсон, Джек Белл, Дэвид Бэрд |           |         |                                            |                                                                         |

| 5 апреля 1890 | Шотландия     | 1:1     | Англия  | Глазго                                                  |
| | Макферсон 37′ | (отчёт) | Вуд 17′ | Стадион: «Кэткин Парк» Зрителей: 26 379 Судья: Джон Рид |
| Шотландия: Джеймс Уилсон, Уолтер Арнотт, Томас Маккйоун, Томас Робертсон, Джимми Келли, Джеймс Макларен, Вилли Гроувз, Уильям Берри, Уильям Джонстон, Джон Макферсон, Джеймс Макколл Англия: Билли Мун, Артур Мелмот Уолтерс, Перси Мелмот Уолтерс, Джордж Хэуорт, Гарри Аллен, Альф Шелтон, Билли Бассетт, Эдмунд Карри, Тинсли Линдли, Гарри Вуд, Гарри Дафт |               |         |         |                                                         |

## Чемпионы
| Чемпион Великобритании 1890 |
| Англия Третий титул         |

| Чемпион Великобритании 1890 |
| Шотландия Шестой титул      |

## Бомбардиры
| - 4 гола - Уильям Пол - 3 гола - Фред Гири - 2 гола - Кенни Дэвенпорт - Эдмунд Карри - Уильям Таунли - Уильям Долтон - Уильям Прайс-Джоунз - Джон Макферсон - Гилберт Рэнкин | - 1 гол - Джон Бартон - Гарри Вуд - Тинзли Линдли - Джо Лофтхаус - Джек Пиден - Джек Ренолдз - Билли Льюис - Дэвид Льюис - Билли Оуэн - Дик Уилкок - Том Уайли - Хьюи Уилсон |